# Palaemnema paulirica
Palaemnema paulirica – gatunek ważki z rodziny Platystictidae. Występuje na terenie Ameryki Środkowej.